# 米哈伊利夫卡 (沃洛達爾卡市鎮)
49°35′28″N 29°56′5″E / 49.59111°N 29.93472°E
米哈伊利夫卡（烏克蘭語：Михайлівка）是位於烏克蘭北部的村莊，由基辅州白采爾克瓦區的沃洛達爾卡市鎮負責管轄。該村面積1.02平方公里，海拔高度179米，2001年人口149，人口密度每平方公里146.7人。